# Li Zhesi
Dans ce nom chinois, le nom de famille, Li, précède le nom personnel.
Li Zhesi, née le 7 août 1995 à Shenyang, Liaoning en Chine, est une nageuse chinoise spécialisée dans la nage libre. Elle est championne du monde en 2009 au relais 4 x 100 m quatre nages.
Elle a aussi été médaillée deux fois lors des championnats du monde en petit bassin à Dubaï en 2010.

## Biographie
Aux Jeux olympiques d'été de 2008, elle arrive 13e en demi-finale du 50 mètres nage libre.
En Juin 2012, l'agence antidopage chinoise annonce que Li a été testée positive à l'Érythropoïétine (EPO). Elle est la partenaire d’entraînement de Ye Shiwen.

## Palmarès

### Championnats du monde

#### Grand bassin
- Championnats du monde 2009 à Rome (Italie) :
  -  Médaille d'or au relais 4 x 100 m quatre nages.
- Championnats du monde 2011 à Shanghai (Chine) :
  -  Médaille d'argent au relais 4 x 100 m quatre nages[1].

#### Petit bassin
|          |                                               |                      |               |                |                  |
| Médaille | Compétition                                   | Épreuve              | Temps         | Lieu           | Date             |
| Or       | Ch. du monde de natation en petit bassin 2010 | 4 x 200 m nage libre | 7 min 35 s 94 | Dubaï (E.A.U.) | 15 décembre 2010 |
| Bronze   | Ch. du monde de natation en petit bassin 2010 | 4 x 100 m nage libre | 3 min 29 s 81 | Dubaï (E.A.U.) | 17 décembre 2010 |